# 네게브땃쥐
네게브땃쥐(Crocidura ramona)는 땃쥐과에 속하는 포유류의 일종이다. 이스라엘의 네게브 사막에서 발견된다.